# Valentin Gregor
Valentin Gregor (* 13. Mai 1963 in Bonn) ist ein deutscher Jazz/Rock/Pop-Violinist, -Bratschist, Sänger und Chorleiter.

## Werdegang
Valentin Gregor ist Sohn des Volksliedforschers Josef Gregor. Er begann siebenjährig mit Unterricht auf der Geige; durch eine Begegnung 1988 mit seinem späteren Lehrer Hajo Hoffmann wurde sein Interesse am Jazz geweckt. Gregor studierte von 1988 bis 1992 Jazz-Violine an der Musikhochschule Köln und war von 1995 bis 1997 Stipendiat des Berklee College of Music, Boston / USA. Während seines zweijährigen USA-Aufenthalts konzertierte er u. a. mit Stéphane Grappelli, Herb Geller, Ed Harris, Garrison Fewell, Duduka da Fonseca, Hans Glawischnig und Nicolas Simion. Seit seiner Rückkehr nach Deutschland war er sowohl als Solo-Violinist als auch als musikalischer Leiter in verschiedensten Theater- und Bandproduktionen tätig. Diese Engagements umfassten den Cirque du Soleil, das Deutsche Schauspielhaus, Hamburg, das Maxim-Gorki-Theater, Berlin, das Deutsche Theater, Berlin, das Deutsche Schauspielhaus Hannover und die Hans-Peter Wodarz Dinnershow Pomp Duck and Circumstance.
Gregor spielte als Soloviolinist u. a. für die Band Calexico und die Electric Light Band (mit Phil Bates, Sänger des Electric Light Orchestra Part 2, ELO Part II). Weiterhin wirkte er in Carlos Bica Quintett DIZ. Seit 1983 trat er zusammen mit dem Schauspieler Hans-Werner Meyer unregelmäßig mit der A-cappella-Gruppe Echo-Echo auf, die sich 1988 auflöste und sich 1999 unter dem Namen Meier & die Geier wiedervereinigte.
Seit 1997 lebt er mit kurzen Unterbrechungen in Berlin, wo er zunächst an der Musikschule Charlottenburg-Wilmersdorf tätig war. 2004 führte er ein Unterrichtsprojekt in den Favelas von Salvador da Bahia (Brasilien) durch. Ab 2006 war er regelmäßig Dozent beim Fairbanks Summer Arts Festival in Alaska/USA.
2007 erschien The Berlin Songbook als CD-Debüt seines Violin-Klavier-Duos Berlynatic Arkestra mit dem Pianisten Victor Alcántara.
Seit 2009 geht Valentin Gregor mit der A-cappella-Gruppe Meier & die Geier zusammen mit TV-Kabarettisten Chin Meyer mehrmals jährlich auf Deutschlandtour. Seit 2008 spielt er in Fee Strackes Band Vertreibung aus dem Paradies und von 2009 bis 2017 in der Prog Rockband The Mightiest Ever um den Pianisten Tim Sund. Aktuell (2019) ist er mit der Celtic Rockband The Aberlours unterwegs. Seit 2019 dirigiert er seinen eigenen Chor Unifying Voices in Berlin-Moabit.

## Diskografie
- 2001 Geierfreundschaft – das Album der A-cappella-Gruppe „Meier & die Geier“
- 2004 Smellodie – das Debütalbum unter eigenem Namen
- 2007 The Berlin Songbook – Sein Duo Album mit Victor Alcántara (piano)
- 2013 Now – Das Progressive Jazz Rock Album von „The Mightiest Ever“